# MONIAC
 (енгл. Monetary National Income Analogue Computer; приближан изговор: Маниак) познат и као Филипсов хидраучични рачунар (Phillips Hydraulic Computer или као Financephalograph) је биоMONIAC аналогни рачунар створен 1949. у Уједињеном Краљевству. Конструктор је био Новозеланђанин Бил Филипс (енгл. Bill Phillips), а намјена рачунара је била моделирање финансијских процеса на нивоу националне економије.
Монијак је користио воду као медијум који је представљао новац у националној економији. Име је вјероватно потекло од имена ENIAC и асоцијације с новцем чији је проток моделирао.

## Начин рада
Рачунар је био висок око два, а ширине око један метар. Сачињавала га је серија цијеви и резервоара за воду, са вентилима којима се могао регулисати проток воде. Вода је била обојена ради лакше визуелизације, а посебним скалама се могао очитати положај вентила (проток воде) и висина воде у резервоарима. На врху је био резервоар који је представљао финансијске резерве земље, из којег су се напајали други резервоари.
На примјер, да би се видио ефект повећане потрошње за здравство, вентил који спаја резервоаре финансијске резерве и здравство је био отворен. Количина воде која отиче из резервоара финансијске резерве би се повећала и ниво воде опао, а ниво би порастао у резервоару здравство.
Постојао је читав низ промјењивих величина које су се могле моделирати: финансијске резерве, лична штедња, инвестиције, порези, одвајања за здравство и школство, итд. Увоз и извоз су симулирани додатком или испуштањем воде из рачунара.
По доласку воде на дно машине, електрична пумпа би је враћала на врх - симулирајући и тако кружење новца у правој економији.

## Значај
Иако дизајниран као помагало при учењу економије, рачунар се показао као врло добар економски симулатор. У то доба дигиталне симулације још нису биле могуће. Посебна предност је била и то што је рад машине био видљив и давао је одличан преглед свеукупне економије у убрзаном времену. Лако се могло испитати дјеловање промјене стопе пореза, издвајања и тако даље, јер је приказ био непрекидан. Систем је у ствари био низ петљи повратне спреге.
Рачунар је представљен економистима 1949. и био је добро примљен. Филипс је добио мјесто професора, и касније је израђено још 15-ак машина које су се користиле за симулације економије на разним локацијама.